# Иман (модел)
Иман Мохамед Абдулмајид (сомал. Иман Макамед Цабдулмајид, рођена Зара Мохамед Абдулмајид, 25. јул 1955. ) је сомалијски супермодел, глумица и предузетница. Муза дизајнера Ђанија Версачеа, Тијерија Муглера, Калвина Клајна, Доне Каран и Ива Сен Лорана, такође је позната по свом филантропском раду. Била је удата за рок музичара Дејвида Боувија од 1992. до његове смрти 2016.

## Младост
Иман је рођена Зара Мохамед Абдулмајид (сомал. Зара Макамед Цабдулмајиид) у Могадишу, и одрасла је као муслиманка. Касније је преименована у Иман, што на арапском значи „вера“  на наговор њеног деде, који је веровао да ће „просперирати“ са мушким именом. Иман је ћерка Маријам и Мохамеда Абдулмаџида. Њен отац, дипломата, био је амбасадор Сомалије у Саудијској Арабији, а мајка гинеколог. Има четворо браће и сестара: два брата и две сестре, и била је прва девојчица у својој породици у шест генерација синова.
Иман је живела са баком и дедом током својих година формирања. Са четири године послата је у интернат у Египат, где је провела највећи део свог детињства и адолесценције. Након политичких немира у Сомалији, Иманин отац је вратио породицу у земљу. По његовом налогу, она и њена мајка и браћа и сестре су касније отпутовали у Кенију, а касније су им се придружили њен отац и млађа сестра. Кратко је студирала политичке науке на Универзитету у Најробију 1975.

## Каријера

### Моделинг
Док је била на универзитету, Иман је открио амерички фотограф Питер Берд и преселила се у Сједињене Државе како би започела каријеру модела. Њен први манекенски задатак био је за Вог годину дана касније, 1976. Убрзо се појавила на насловницама неких од најпрестижнијих светских часописа, етаблирајући се као супермодел.
Са својим дугим вратом, витком фигуром, финим цртама лица и кожом боје бакра, Иман је била моментални успех у свету моде, иако она сама инсистира да је њен изглед само типично сомалијски. Постала је муза многим истакнутим дизајнерима, укључујући Халстона, Ђанија Версачеа, Калвина Клајна, Исеја Мијакеа и Дону Каран. Била је миљеница Ив Сен Лорана, који ју је једном описао као своју "жену из снова". Иман је радила са фотографима укључујући Хелмута Њутна, Ричарда Аведона, Ирвинга Пена и Ени Либовиц.
Иман приписује негу коју је добила од разних дизајнера што јој је дало самопоуздање да успе у ери када је индивидуалност била цењена, а модели-музе често биле саставни део креативног процеса. Њу представља TESS Management у Лондону.

### Посао

#### Iman Cosmetics
После скоро две деценије манекенства, Иман је 1994. године покренула сопствену козметичку фирму, фокусирајући се на нијансе које је тешко пронаћи за жене. На основу свог вишегодишњег искуства у мешању сопствених формулација које шминкери могу користити на њој, била је блиско укључена у финални производ и такође је деловала као комерцијално лице компаније. Iman Cosmetics је до 2010. био посао вредан 25 милиона долара годишње. Усредсређен је на течне пудере од 14,99 долара у четири формулације и 14 нијанси, и међу најпродаванијим је брендовима пудера на веб локацији Walgreens.
Почетком 2012. Иман је потписала уговор са колегама сомалијским дизајнерима Ајаном и Идил Мохалим, оснивачима модне компаније Mataano, као амбасадоре бренда за своју козметичку линију. Крајем 2021. Иман је објавила свој препознатљиви мирис, "Love Memoir". Боја ћилибарске боце је знак заласка сунца у којима су она и њен муж уживали. Облик боце је имитација два камена, што се односи на духовни ритуал где стављате равно камење да водите људе који долазе после вас. Традиција се везује и за лечење од туге. Иман је обавила овај ритуал око себе и Дејвидовог имања.

#### Global Chic
Због њене тржишне могућности и високог профила, Иман се обратила 2007. године од стране генералног директора Home Shopping Network да креира линију за дизајн одеће. Инспирисана детињством у Египту и манекенством са Халстоном, Иманина прва колекција представила је везене кафтане једне величине за све. Њена колекција се зове Global Chic.

#### Телевизија
Иман се појавила у две епизоде серије Пророци Мајамима, глумећи Дакоту у Повратак у свет (1985) и Лоис Блит у Љубав на први поглед (1988). Имала је и гостујућу улогу као гђа. Монтгомери у серији Козби шоу (1985). Године 1988. појавила се као Мари Бабинук у епизоди серије У врелини ноћи.

#### Филм
Иман се први пут појавила у британском филму Људски фактор из 1979. године, а играла је и улогу у филму Моја Африка награђеном Оскаром из 1985. са Робертом Редфордом и Мерил Стрип у главним улогама. Затим је глумила Нину Беку у трилеру Нема излаза из 1987. са Кевином Костнером и Хеди у комедији Мајкла Кејна Предаја исте године.
Током прве године у Холивуду, 1991. године, радила је на неколико филмских продукција. Међу њима су биле Лажи близанаца у режији Тима Хантера и Звездане стазе: Неоткривена земља, где је играла ванземаљца који мења облик . Године 1991. појавила се у филму Лингвини инцидент са својим тадашњим вереником Дејвидом Боувијем. Имала је мању улогу у комедији Кућна забава 2 из 1991. и у комедији/романтичном филму Излаз у рај 1994. године.

### Филантропија
Поред вођења своје глобалне козметичке компаније, Иман је такође активно укључена у бројне добротворне подухвате. Од септембра 2019. Иман је имала улогу првог глобалног адвоката CARE-а, где ради заједно са CARE-ом како би подржала његову мисију да створи свет у коме је сиромаштво превазиђено и сви људи живе достојанствено и безбедно. Она је такође тренутно портпарол програма Keep a Child Alive и блиско сарађује са Дечјим одбрамбеним фондом. Она такође служи као амбасадор организације Спасимо децу и активна је у подизању свести о њиховим хуманитарним службама у ширем региону источне Африке. Поред тога, Иман ради са Пројектом Доста да оконча глобалну трговину конфликтним минералима. Она је одиграла кључну улогу у јавној кампањи против крвавих дијаманата кроз раскид уговора са дијамантским конгломератом De Beers због сукоба етике.

## Награде
Током своје дуге манекенске и филантропске каријере, Иман је добила многе награде. Дана 7. јуна 2010. године добила је награду за животно дело „Модна икона“ од Савета модних дизајнера Америке, специјалну награду резервисану за „појединца чији је стил имао дубок утицај на моду“. Иман је одабрала своју пријатељицу, глумицу и бившу манекенку Изабелу Роселини, да уручи награду. Носећи хаљину коју је дизајнирао Ђамбатиста Вали са четири џиновске дијамантске наруквице на свакој руци, Иман је захвалила својим родитељима „што су ми дали врат дужи од било које друге девојке на било ком излету било где у свету“.

## Лични живот
Иман је муслиманка. Признала је како јој је вера помогла у мрачним временима. Течно говори шест језика: сомалијски, арапски, италијански, француски, свахили и енглески.
Иман се први пут удала са 18 година за Хасана, младог сомалијског предузетника и директора хотела Хилтон. Брак се завршио неколико година касније када се преселила у Сједињене Државе како би наставила каријеру модела. Године 1977. Иман је излазила са америчким глумцем Вореном Битијем. Касније те године, верила се за америчког кошаркаша Спенсера Хејвуда, а убрзо су се венчали. Њихова ћерка, Зулекха Хејвуд, рођена је 1978. године; у фебруару 1987, пар се развео.
Године 1990. Иман је упознала енглеског музичара Дејвида Боувија на изненађујућем састанку на слепо који је организовао пријатељ у Лос Анђелесу. Пријатељ је био фризер Теди Антолин, који је позвао Иман на забаву. Када је стигла у ресторан, било је само четворо присутних: Антолин, Антолинин дечко, Иман и Боуви. На крају вечери, Боуви је понудио да је одвезе кући, а она је рекла: "Не, ја ћу да возим свој ауто". Сутрадан ју је позвао на чај и Иман је сазнала да не пије чај. Отишли су у оближњи кафић. Боуви је свој инструментални комад из 1991. назвао по њој "Абдулмаџид", који је касније Филип Глас претворио у симфонију.
Дана 24. априла 1992, Иман се удала за Боувија на приватној церемонији у Лозани. Венчање је свечано одржано у Фиренци, 6. јуна 1992. Њихова ћерка, Александрија Захра Џоунс, рођена је 15. августа 2000. године у Њујорку. Иман је такође маћеха Боувијевог сина из претходног брака, Данкана Џоунса. Оба детета носе Боувијево легално презиме. Иман и њена породица живели су првенствено на Менхетну и Лондону. Када је Боуви умро 10. јануара 2016, написала му је у знак почасти да је "борба стварна, али и Бог".